# Dwarahat
Dwarahat è una suddivisione dell'India, classificata come nagar panchayat, di 2.543 abitanti, situata nel distretto di Almora, nello stato federato dell'Uttarakhand. In base al numero di abitanti la città rientra nella classe VI (meno di 5.000 persone).

## Geografia fisica
La città è situata a 29° 46' 60 N e 79° 25' 60 E e ha un'altitudine di 1.466 m s.l.m..

## Società

### Evoluzione demografica
Al censimento del 2001 la popolazione di Dwarahat assommava a 2.543 persone, delle quali 1.347 maschi e 1.196 femmine. I bambini di età inferiore o uguale ai sei anni assommavano a 258, dei quali 138 maschi e 120 femmine. Infine, coloro che erano in grado di saper almeno leggere e scrivere erano 2.084, dei quali 1.156 maschi e 928 femmine.